# マツタロウタカネフタオシジミ
マツタロウタカネフタオシジミ（学名：Tajuria matsutaroi）は、チョウ目（鱗翅目）アゲハチョウ上科シジミチョウ科に分類されるチョウの一種。フィリピン固有種。

## 分布
名義タイプ亜種はミンダナオ島のアポ山（3,144 m）で採集されているだけである。レイテ島産の個体は別亜種(T. m. motokoae)になっている。

## 形態
前翅長は16-17.5 mm。オス、メスとも他のフィリピン諸島に広く分布するT. jalajala、パラワン島に産するT. isaeusやミンドロ島に産するT. alangani によく似ているので、同定には注意が必要である。

## 生態
ミンダナオのアポ山やレイテ島各地において稀に採集されるのみである。

種名の語源：命名者の父　林松太郎に因む。